# سائو برناردو دو کامپو
سائو برناردو دو کامپو (به پرتغالی: São Bernardo do Campo) یک شهر در برزیل است که در ایالت سائو پائولو واقع شده‌است.

## خصوصیات
سائو برناردو دو کامپو ۴۰۷٫۱ کیلومترمربع مساحت و ۷۶۵٬۲۰۳ نفر جمعیت دارد و ۷۶۲ متر بالاتر از سطح دریا واقع شده‌است.

## خواهرخوانده
شهر ماروستیکا خواهرخواندهٔ سائو برناردو دو کامپو هست.